# 韓国労働組合総連盟
韓国労働組合総連盟（かんこくろうどうくみあいそうれんめい、韓国語: 한국노동조합총연맹、ハングクノドンジョハプチョンヨンメン）は、韓国における労働組合のナショナルセンターである。略称は韓国労総（한국노총、ハングクノチョン）。
該当団体は民主化以前は御用労組だったため、保守政党を主に支持してきたが、民主化以降は民主党を支持することが多くなった。 実際にこの団体は2017年大韓民国大統領選挙時にも文在寅を公式的な支持を表明した。民主労総側では韓国労総を保守的な「御用労組」とたびたび批判するため仲がよくない。

## 概要
1960年11月25日、韓国労働組合協議会と大韓労働組合総連合会（1954年発足）が統合して発足した。しかし、1961年5月の5・16軍事クーデターによって実権を握った朴正煕は、既存の労働組合を一旦解散させ、その上で労使協調・反共を基調としたナショナルセンター「韓国労働組合総連盟」を同年8月30日に改めて発足させた。結成にあたっては日本の全日本労働組合会議（全労会議）の綱領が参考になったと言われる。
結成の経緯から長い間、政府と協調姿勢を取っていたが、新自由主義的諸施策に対しては批判の姿勢を強めている側面もある。もう一つのナショナルセンターである全国民主労働組合総連盟（民主労総）が急進的闘争路線を採っているのに対し、韓国労総は社会改革主義的労働組合運動をモットーに穏健路線を歩んでいる。こうした運動方針の違いから民主労総とは対立関係になることもあるが、1996年12月の労働法と安企部法の与党単独採決（ナルチギ採決）に対して民主労総が抗議するため行ったゼネスト（1996年12月～1997年1月）に韓国労総も部分参加した他、共同で野外集会を開催するなど、個別問題で共闘することも少なくない。
2012年12月に民主党（金大中・盧武鉉政権における与党勢力の流れを受け継ぐ政党）と院外政党の市民統合党（盧武鉉政権における有力政治家と市民運動勢力が結成）が統合して発足した民主統合党（現・新政治民主連合、以下「新政治連合」）には最高委員を送り込むなど組織的に参加していた。

## 近年の動向

### 政治勢力化の試みと失敗
韓国労総はその成立過程から歴代保守政権与党を支持する戦略を採り、1988年総選挙で6名、1992年と1996年の総選挙では各5名の労総出身候補者を当選させてきた。しかし1996年、当時の与党である新韓国党が労働法改悪の強行採決したことをきっかけに終止符を打った。1997年の大統領選挙では金大中候補（新政治国民会議）を支持、2000年4月の総選挙では当時の委員長が新千年民主党（民主党）の全国区候補として立候補して当選した他、地域区でも韓国労総出身者が民主党候補として立候補して2名が当選した。
02年11月、労総委員長である李ナムスン（当時）を党首とする韓国民主社会党（2003年4月4日、「韓国社会民主党」に党名変更）を結成。翌2004年4月の総選挙を前に環境保護政党の緑色平和党と合同して緑色社民党を結成し、政治勢力化に挑んだが、得票率0.5％（比例代表）で議席を獲得することが出来ず、李南淳韓国労総委員長を始めとする指導部が辞任する結果となった。新たに委員長に就任した李ヨンドク委員長は民主労総が支援する民主労働党の臨時党大会に出席し、｢これまで韓国労総が政治活動において独自活動を展開してきたのは、指導部の一方的な決定だった。今現場の声は民労党とともにするように求めていると確信する」とし、「韓国労組組合員の総意を聞き、民労党とともにする｣と述べ、韓国労総レベルでの民労党への集団加入を進めていくことを明らかにした。

### ハンナラ党との政策連帯
2007年12月の大統領選挙において韓国労総は、組合員投票で保守系の李明博候補（ハンナラ党）の組織的支持を表明し、同候補の勝利に貢献したが、民主労総をはじめ内外から厳しい批判を受ける形となった。翌2008年4月の第18代国会議員総選挙でも与党に復帰したハンナラ党支持を表明し、韓国労総から4名（地域区3+比例1）がハンナラ党の議員として国会進出を果たした。そして選挙後も政策連帯を基盤に政策協議会を定期的に開会するなど、労政・労使間の協議に力を入れてきた。しかし、与党が進めようとしている専従者賃金支給禁止や交渉窓口一元化を前提とした法改正に対しては、組合活動を無力化するものであるとして反対する姿勢を採っており、対立関係にある民主労総と連帯した反政府闘争を展開したことに因り、政府や与党との関係は冷え込んだ。そして2010年、政府与党が法改正を強行、11年2月に新指導部が誕生した事を契機に韓国労総はハンナラ党との協定を全面破棄、全面的な政府闘争に出ることを表明した。

### 民主進歩統合政党への参与
2012年に行われる総選挙と大統領選挙を見据え、民主党を中心とした野党統合（民主進歩統合政党）に参加する意向を11月16日に表明した。一方で、統合政党への参加を巡り、労総の地域本部や産別組合ではかなりの数がハンナラ党との関係を維持していた他、政策連帯で当選した労総議員もいたことから、最終的方針は中央執行委員会と代議員大会に持ち越された。そして12月8日の臨時代議員大会で、野党統合政党への参加と支持が決議され、正式に統合政党へ参与することとなった。
2011年12月16日に民主統合党が発足すると、12年1月15日の全党大会まで党運営を行う臨時指導部（最高委員11名で構成）に2名を送り込んだほか、2012年1月20日に指名職の最高委員として李龍得韓国労総委員長が選任された。4月の総選挙までに組合員2万名余りが党費党員として参加する予定となっているため、今後民主統合党内における発言力が高くなる可能性を指摘する声もある。また4月に行われる総選挙に向けた労働政策公約を共同で作成するなど関係を強化している。　
第19代総選挙では民主統合党候補として出馬した5名（地域区3+比例2）が当選した。選挙後、韓明淑代表が辞意を表明したことによって行われた党指導部選挙において非盧派の金ハンギルを支持することを6月6日に表明。また20名余りの政策代議員に割り当てられる一人二票のうち一票については組織毎に支持候補を決定することも明らかにした。

### 政治参与に対する批判
政治参加を進める韓国労総の動きに対し、雇用労働部のイ・チェビル長官は2月15日に行われたマスコミとのインタビューで「国民から見てやりすぎではないかと思う」「労総委員長が特定政党の最高委員を兼務するのは問題」と批判的なコメントをした。これに対し、韓国労総は「（長官の）こうした発言はまともな精神ではとても言えない妄言」「もう気にしないで頂きたい」と真っ向から対決するコメントを発表した。
外部からだけでなく、韓国労総内部でも政治参与に対する批判は強まり、葛藤が深刻化している。2月28日に開催された定期代議員大会は労総指導部の過度な政治参与に反発する代議員の欠席が相次ぎ、（前身となる労組を含め）66年ぶりに大会が不成立となる事態に陥った。「政治と労働運動は分離されるべき」との考えから民主統合党への参加に反対する姿勢を採っていた労総傘下の海運労連や自動車労連など9労連は大会に参加しなかった。またこれらの労連は直近の中央執行委員会でも民主統合党最高委員を務める李龍得委員長に対し、最高委員を辞任し労総委員長の職務に専念するように求めた。前回総選挙でハンナラ党候補として当選した労総出身議員からも「特定政党の政治的道具として利用されていると批判する声も上がった。

### 李委員長の辞任
李龍得委員長は健康上の理由で7月16日に辞意を表明、同月27日の臨時代議員大会で正式に辞任した。背景には労総内の保守系勢力（親セヌリ党）の反発で主要意志決定単位が機能しなくなっていること、総選挙でセヌリ党が過半数を制した結果、政治的リーダーシップが問われる事態に陥ったことが指摘されている。李委員長の後任を決める補欠選挙で保守系候補が当選した場合、韓国労総が組織的に民主統合党を支持することは難しくなるため、政治方針をめぐる労総内部の勢力争いが長期化することも予想されている。　
9月20日に行われた役員補欠選挙には、ムン・ジングク（委員長）とハン・ガンホ（事務総長）候補が単独で立候補し、出席した選挙人の74％余の支持で当選した。ムン委員長は保守系労組出身、ハン事務総長は前委員長である李龍得の下で事務総長を務めた背景から保革連合執行部と評され、当面の方針に大きな変化は無いと推測されている。12月に行われた大統領選挙では民主統合党の候補となった文在寅を支援、李前委員長を初めとする労総幹部が文キャンプに大挙参加した。
2013年2月に行われた定期代議員大会では、「25日に出帆した朴謹恵政権と労働の課題を解決していくため交渉と闘争を並行して行うことになる」旨を明らかにし、活動基調として労組法改正基調は維持するものの、複数労組の問題点改善などの交渉を並行していくことを確定した。
12月22日、KTXの子会社化を韓国鉄道公社民営化の先鞭として反対するストライキを行った鉄道労組の幹部が潜伏しているとされた民主労総の本部に警官隊が突入した事態が発生した。これを受け、23日に行われた緊急代表者会議で警察による今回の行為を非難、一斉の労政使対話を拒否する方針を決めた。また28日に予定されている民主労総のゼネストにも参加する方針を決めた。

### セヌリ党との政策連帯復活
2014年1月22日に行われた役員選挙で委員長に金東萬、事務総長にイ・ビョンギュンが決選投票を経て選出された。新指導部発足当初は、民主労総と政府公共部門の民営化反対闘争を共に行うなど、政府に対する対決姿勢を採っていた。しかし、7月に新任の雇用労働部長官である李基権が労総を訪問してキム・ドンマンを初めとする指導部と懇談会を開き労政使委員会復元を要請したことを皮切りに、9月2日にはセヌリ党代表の金武星が韓国労総を訪問し、中断していた党政策委員会と労総間の政策協議会を復活することで合意した。朴槿恵政権の労働政策の基調が変わらない中でのこうした動きに対し、新政治連合や民主労総からは憂慮する声も出た。そして同月23日、セヌリ党と労総は政策協議会の構成と運営方向について合意した。
2016年4月の第20代総選挙では9名（セヌリ党4名、共に民主党5名）の労総出身者が当選した。
2020年4月に行われる予定の第21代総選挙では文在寅政権与党の共に民主党と政策協約を締結し、同党の候補を支持することを宣言。また共に民主党が結成した比例政党である共に市民党から副委員長（全国医療産業労働組合連盟の委員長と民主党の最高委員も兼務）を立候補させた。その一方で文政権とは対立関係にある保守系の未来統合党からも前職と新人合わせて4名の韓国労総出身候補者を立候補させている。

## 日本の「連合」との交流
日本における最大のナショナルセンターである日本労働組合総連合会（以下、連合）とは、2007年から非正規雇用や男女平等に関する問題について共同研究を行っている。3回目となった2013年3月の連合と労総の代表団による懇談会では、2015年度までに若年層の雇用と定年延長に関する共同研究を行うことで合意。今年度から半期ごとにセミナーを開催し、2015年のシンポジウムで共同研究結果を発表することになった。2014年8月には連合会長の古賀伸明と労総委員長である金東萬を筆頭とする連合と労総のトップ協議が行われ、協議後には格差解消や非正規雇用対策強化および安全規制強化などを旨とする共同宣言に署名した。

## 文献
1. ↑  한국노총 "문재인 지지" (韓国労総"文在寅支持") ハンギョレ (2017年4月28日)
2. ↑  “단 한 장 교섭권 우리가” 복수노조 노노갈등("たった一枚の交渉権、私たちが持つ" 複数労組、"労労葛藤") 韓国日報. (2018年9月20日)
3. ↑  “「勞組總聯盟」結成大會개막”. 東亜日報. (1961年8月30日)
4. 1 2 3  「2009年　韓国の労働事情」（人物招聘事業）－2010年4月19日閲覧。国際労働財団「海外の労働事情」より。
5. ↑  ナルチギ（날치기）とは韓国語で「かっぱらい」とか「抜き打ち」を意味する言葉である。この時、政府与党が国会に提出した改正労働法は労働運動を制約してきた三禁（複数労組禁止、第3者介入禁止、政治活動禁止）に関し条文上は廃止されたものの、他の規約で制約することも可能とした。また三制（整理解雇制・勤労者派遣制・変形時間労働制）を条文に盛り込むなど労働者側に不利な内容が盛り込まれていた。政府与党はこの改正案を安企部（現・国家情報院）に捜査権を再付与する改正案企部法と共に12月26日早朝、単独で秘密裏に採決を行った。そのため批判的な人達からは「ナルチギ採決」と呼ばれた。出典：金栄鎬『現代韓国の社会運動　民主化後・冷戦後の展開』（社会評論社　2001）55～56頁、168～171頁。
6. ↑  “한국노총의 새로운 실험, 민주사회당（韓国労総の新しい実験、民主社会党）”.   韓国労働社会研究所 (2002年11月). 2013年3月11日閲覧。
7. ↑  韓国労総委員長が｢総選挙失敗｣で辞任 朝鮮日報 2004年4月19日
8. ↑  韓国労総｢民労党とともにする｣朝鮮日報 2004年7月25日
9. ↑  “view 労働者から「離反」する韓国労総の李明博支持”. レイバーネット. (2007年12月10日)
10. ↑  “韓国労総は｢ハンナラ党労総｣と改名しろ」”. レイバーネット. (2008年2月10日)
11. ↑  朴仁相（韓国国際労働協力院(KOILAF)理事長）「韓国労働運動と政治発展（要旨） (PDF) 」、「国際労働財団」より
12. ↑  “2011年　韓国の労働事情”.   国際労働財団 (2011年6月3日). 2011年11月15日閲覧。
13. ↑  “한국노총 “야권통합 연석회의 참석”（韓国労総“野圏統合連席会議参席”）”. 京郷新聞. (2011年11月16日) 2011年11月16日閲覧。
14. ↑  “한국노총,지분확보 전제‘야권 통합’논의 참여（韓国労総、持分確保を前提に‘野圏統合’論議に参与）”. 참세상（チャムセサン）. (2011年11月16日) 2011年11月17日閲覧。
15. ↑  “한국노총 야권통합정당 참여 … 노조법 개정 이뤄 낼까（韓国労総野圏統合政党参与・・・労働法改正成せるか）”. 매일노동뉴스（毎日労働ニュース）. (2011年12月9日) 2011年12月10日閲覧。
16. ↑  “野党が統合「民主統合党」が発足”. KBSワールドラジオ. (2011年12月16日) 2011年12月22日閲覧。
17. ↑  “새 야권통합당 명칭‘민주통합당’으로（新しい野圏統合党名称‘民主統合党’で）”. 京郷新聞. (2011年12月16日) 2011年12月22日閲覧。
18. ↑  “민주통합 지명직 최고위원에 이용득·남윤인순（民主統合　指名職最高委員に李ヨンドク・ナムユン・インスン）”. 韓国日報. (2012年1月20日) 2012年1月20日閲覧。
19. ↑  “한국노총, 민주당의 한 축으로 부상…‘노동 정치’주목（韓国労総、民主党の一軸に浮上・・・‘労働政治’注目）”. 京郷新聞. (2011年12月18日) 2011年12月22日閲覧。
20. ↑  “韓国労総－民主党、労働福祉共同公約を発表”. レイバーネット（原文チャムセサン）. (2012年2月28日) 2012年2月29日閲覧。
21. ↑  “한국노총소개 연혁（韓国労総紹介　沿革）”.   韓国労総. 2012年7月16日閲覧。
22. ↑  “한국노총, 민주당 전대서 김한길 지지 선언（韓国労総、民主党全大で金ハンギル支持宣言）”. 聯合ニュース. (2012年6月6日) 2012年6月6日閲覧。
23. ↑  “韓国労総など労働界の政治参加を巡り神経戦”. レイバーネット（原文チャムセサン）. (2012年2月17日) 2012年2月25日閲覧。
24. ↑  “한국노총, 대의원대회 사상 첫 무산 （韓国労総、代議員大会史上初めて霧散）”. ソウル新聞. (2012年3月1日) 2012年3月1日閲覧。
25. ↑  “韓国労総、李龍得委員長辞任、民主党支持は有効”. レイバーネット（原文チャムセサン）. (2012年7月27日) 2012年8月13日閲覧。
26. ↑  “金聖泰「韓国労総、特定政党の政治の道具に利用されている」”. レイバーネット（原文チャムセサン）. (2012年7月18日) 2012年7月20日閲覧。
27. ↑  “이용득 한국노총 위원장 사퇴 （李龍得韓国労総委員長辞退）”. ハンギョレ. (2012年7月24日) 2012年7月24日閲覧。
28. ↑  レイバーネットでは「書記長」と表記されているが、原文のチャムセサンでは「사무총장」（事務総長）と表記されているため、本稿でもそれに従う。
29. ↑  “韓国労総が新委員長を選出...保守-革新連合執行部”. レイバーネット（原文チャムセサン）. (2012年9月20日) 2012年9月22日閲覧。
30. ↑  “韓国:文在寅、巨大労働委員会発足で労働界の支持を呼び掛け”. レイバーネット（原文チャムセサン）. (2012年10月18日) 2013年2月17日閲覧。
31. ↑  “韓国:文・安労働共同選対本部発足”. レイバーネット（原文チャムセサン）. (2012年12月9日) 2013年2月17日閲覧。
32. ↑  “한국노총 대의원대회, ‘협상과 투쟁’ 병행기조 확정（韓国労総代議員大会、‘交渉と闘争’並行基調確定）”. チャムセサン. (2013年2月27日) 2013年10月18日閲覧。
33. ↑  “韓国:民主労総を不法に侵奪した朴政権の「無理」”. レイバーネット（原文チャムセサン）. (2013年12月22日) 2013年12月26日閲覧。
34. ↑  “韓国:韓国労総が労使政対話に不参加を宣言”. レイバーネット（原文チャムセサン）. (2013年12月23日) 2013年12月26日閲覧。
35. ↑  “한국노총 제25대 임원선거, 기호 1번 김동만, 이병균 후보조 당선（韓国労総第25代任員選挙、記号1番キム・ドンマン、イ・ビョングン候補組当選）”.   韓国労総 (2014年1月22日). 2014年9月28日閲覧。
36. ↑  “二大労総 声を一つに叫ぶ「偽の正常化 止まれ！」”. ハンギョレ（日本語版）. (2014年3月24日) 2014年9月28日閲覧。
37. ↑  “韓国:韓国労総に行った新任労働部長官”. レイバーネット（原文チャムセサン）. (2014年7月18日) 2014年9月28日閲覧。
38. ↑  “韓国:韓国労総、朴槿恵と会った翌日に与党と政策連帯復活”. レイバーネット（原文チャムセサン）. (2014年9月2日) 2014年9月28日閲覧。
39. ↑  “韓国:韓国労総、MB時期の政府側的労働運動に復帰するか”. レイバーネット. (2014年9月23日) 2014年9月28日閲覧。
40. ↑  “노총출신 12명 당선… 더 험난해진 노동개혁（労総出身者12人当選…さらに白熱した労働改革）”. 東亜日報. (2016年4月16日) 2016年9月5日閲覧。
41. ↑  “민주당과 정책 협약 맺은 한국노총 “총선 與후보 지지”（民主党と政策協約結ぶ　韓国労総「総選挙与党候補支持」）”. 東亜日報. (2020年3月11日) 2020年4月3日閲覧。
42. ↑  “「총선 GO!」 '노동계 대변인' 이수진 "5인 미만 사업장도 근로기준법 적용해야"（「総選挙GO！）‘労働界の代弁人’イ・スジン“5人未満の事業所にも勤労基準法の適用が必要”）”. ニュースピム. (2020年3月25日) 2020年4月3日閲覧。
43. ↑  “여야 노동계 출신 대거공천…21대국회 親노동성향 강해지나（与野党労働界出身大挙公認・・・21代国会　親労働性向強く）”. 毎日経済新聞. (2020年3月9日) 2020年4月3日閲覧。
44. ↑  “韓国労総と連合　若者の雇用問題など共同研究へ”. 聨合ニュース. (2013年3月19日) 2013年10月18日閲覧。
45. ↑  “「日韓関係が政治的には良好といえない時こそ、労組の連帯が重要」”.   連合 (2014年8月8日). 2014年9月28日閲覧。